# Fussballclub Gossau
Il Football Club Gossau (ufficialmente, in tedesco Fussballclub Gossau) è la società di calcio della città di Gossau. La sua fondazione risale al 1º luglio 1906.
Nel 2006/2007 ha ottenuto la promozione nella Challenge League, la seconda divisione svizzera.

## Cronistoria
- 1906 - 1993: 1a lega
- 1993 - 1997: Divisione Nazionale B
- 1997 - 2006: 1a lega
- 2006 - 2010: Divisione Nazionale B
- 2010 - 2014: 1a lega
- 2014 - oggi: 1ª Lega

(Legenda: Divisione Nazionale A = 1º livello / Divisione Nazionale B = 2º livello / Prima Lega = 3º livello / Seconda Lega = 4º livello / Terza Lega = 5º livello / Quarta Lega = 6º livello / Quinta Lega = 7º livello / Sesta Lega = 8º livello)

## Stadio
Il FC Gossau gioca le partite casalinghe allo stadio del Buechenwald costruito nel 1957, ha una capienza di 4 670 spettatori (170 seduti e 4 500 in piedi). Le dimensioni sono 100 m per 66 m.

## Palmarès

### Competizioni nazionali
- Prima Lega: 1

1974-1975
- 1ª Lega: 1

2016-2017 (gruppo 3)

### Competizioni interregionali
- Seconda Lega interregionale: 1

2005-2006 (gruppo 5)

### Altri piazzamenti
- 1ª Lega:

Secondo posto: 2014-2015 (gruppo 3)
Terzo posto: 2017-2018 (gruppo 3)